# Wild Wild Country

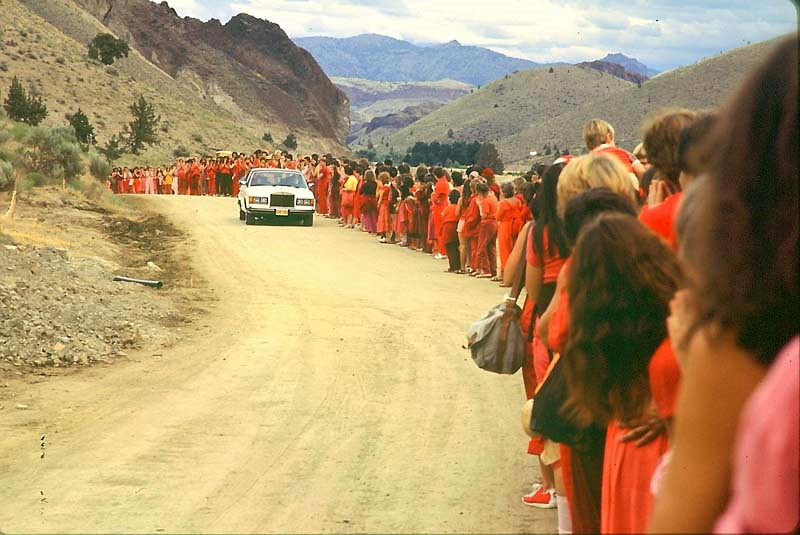
Sommer 1982 in Rajneeshpuram: Begrüßung Bhagwans durch seine Anhänger

Wild Wild Country ist eine amerikanische Dokumentarserie aus dem Jahr 2018. Die sechs zwischen 64 und 71 Minuten langen Folgen thematisieren die Auseinandersetzung um Rajneeshpuram, das umstrittene Siedlungsprojekt des indischen Gurus Bhagwan Shree Rajneesh und seiner Sannyasin-Bewegung in Oregon. Die Doku setzt chronologisch ein mit dem Ankauf des für die Siedlung vorgesehenen Areals 1981 und endet mit der Ausweisung Bhagwans aus den USA Ende 1985. Die Serie, welche die Ereignisse anhand von Interviews mit unterschiedlichen Beteiligten sowie zeitgenössischem Filmmaterial aufrollt und durchgängig auf eine eigene Wertung verzichtet, ist seit dem 16. März 2018 auf der Streamingplattform Netflix verfügbar.

## Inhalt
Die sechsteilige Doku-Serie beschreibt den Verlauf des Konflikts rund um die Sannyasin-Ansiedlung Rajneeshpuram im Wasco County, Oregon. Ausgangspunkt ist die von der Bhagwan-Vertrauten Ma Anand Sheela betriebene Umsiedlung des bis dato im indischen Poona ansässigen Zentrums der Gemeinschaft nach Oregon. Der Konflikt zwischen den Neubewohnern auf dem rund 160 Quadratkilometer großen und von der Gemeinschaft erworbenen Areal der Big Muddy Ranch nahe der 40-Einwohner-Gemeinde Antelope führte zu einer stetig sich verschärfenden Serie von Auseinandersetzungen, an deren Ende die Flucht von Sheela und rund zwanzig Vertrauten nach Deutschland, die Aufgabe der Kommuneansiedlung in Oregon sowie die Ausweisung von Gemeinschaftsgründer Bhagwan aus den USA stand. Über die besagte, das Kernthema der Serie bildende Auseinandersetzung hinaus liefert die Serie einen historischen Abriss der Sannyasin-Bewegung.
Der Verlauf der sechs Folgen wird von einem stetigen Wechsel bestimmt zwischen Interview-Sequenzen sowie zeitgenössischem Video-Material, welches von den Interviewten kommentiert wird. Auf einen eigenen Betrachtungsstandpunkt – etwa mittels einer eigenen Durchkommentierung – verzichtet die Serie durchgängig. Stattdessen erzählen unterschiedliche Involvierte die damaligen Ereignisse in abwechselnder Folge aus ihrer Sicht. Eine prominente Rolle dabei nimmt Ma Anand Sheela, heute Sheela Birnstiel, ein – Bhagwans seinerzeitige Generalbevollmächtigte und Verantwortliche für den Aufbau der Siedlung. Als enge Sheela-Vertraute kommt die Australierin Jane Stork (Ma Shanti B.) zu Wort. Weitere Sannyasins, welche ihre Darstellung in die einzelnen Folgen einbringen, sind Bhagwans ehemaliger Anwalt Philip Toelkes (Swami Pren Niren), Sunny V. Massad (Ma Prem Sunshine) als seinerzeitige Pressesprecherin sowie Francoise Ruddy (Ma Prem Hasyaaka), ein weiteres prominentes Mitglied der Gemeinschaft. Auf Seiten der Anwohner beziehungsweise Gegner der Ansiedlung kommentieren die Ereignisse: Margaret Hill, ehemalige Bürgermeisterin von Antelope, Jon Bowerman, Kelly und Rosemary McGreer als weitere Einwohner des Ortes, Robert Weaver, stellvertretender US-Staatsanwalt für den District Oregon sowie Weavers Vorgesetzter Charles Turner.
Die Darstellung der Ereignisse erfolgt im Wesentlichen chronologisch. Die erste der sechs – lediglich mit fortlaufender Nummerierung gekennzeichneten – Folgen zeigt, wie sich der Konflikt zwischen den Sannyasin-Zuzüglern auf dem Gebiet der Big Muddy Ranch und den Einwohnern der nahegelegenen Gemeinde Antelope langsam aufbaut. Darüber hinaus thematisiert die erste Folge die Vorgeschichte der Kommune in Poona, Indien. Im Mittelpunkt der zweiten Episode stehen die politischen Schachzüge, Rajneeshpuram als unabhängige Sannyasin-Siedlung mitsamt dazugehörigen Stadtrechten zu etablieren. Die dritte Folge der Doku-Serie thematisiert die Ausweitung des Konflikts auf Instanzen des Staates Oregon sowie den von Ma Anand Sheela in Szene gesetzten Versuch, mittels dem organisierten Zuzug angeworbener Obdachloser Einfluss zu nehmen auf die politische Zusammensetzung der County-Verwaltung. Inhalt der vierten Episode sind der umstrittene Führungsstil Sheelas, interne Machtkämpfe in Rajneeshpuram, gipfelnd in einem Mordanschlag auf Bhagwans Leibarzt George Meredith (Swami Devaraj) sowie die Versuche des Kreises um Sheela, die Bevölkerung der County-Hauptstadt The Dalles mit Salmonellen-Erregern zu attackieren, um auf diese Weise die bevorstehenden County-Wahlen zu manipulieren. Thema der fünften Folge ist die Flucht von Sheela und ihrem Kreis nach Deutschland sowie die Ermittlungen von FBI und Staatsbehörden gegen die Kommune, Sheela und ihre engeren Vertrauten sowie Sektengründer Bhagwan Shree Rajneesh. Die letzte Episode schließlich beschreibt den Verlauf des Ermittlungsverfahrens gegen Bhagwan sowie dessen Abschiebung aus den USA. Als Quasi-Ausklang der erzählten Geschichte berichtet die Folge über den weiteren Verlauf der Bewegung bis hin zum Tod Bhagwans bzw. Oshos im Jahr 1990.

## Produktion und Ausstrahlung
Eigenen Aussagen zufolge waren die Regisseure, die beiden Brüder Chapman und Maclain Way, eher zufällig an das Thema gekommen. Nach der zuvor fertiggestellten Sportdokumentation The Battered Bastards of Baseball in Portland, Oregon sei 2014 ein Archivar der Oregon Historical Society an sie herangetreten und habe ihnen von rund 300 Stunden Archivmaterial erzählt über die groteskeste Geschichte, welche in Oregon jemals passiert sei. Chapman und Maclain Way hätten sich gewundert, dass ihnen die Rajneeshpuram-Ereignisse – anders als die Vorfälle in Jonestown und Waco – wenig präsent waren. Die Planung der daraufhin anvisierten Dokumentation sei frühzeitig in Richtung Serien-Format erfolgt. Die beiden sichteten das vorhandene Filmmaterial, das teilweise aus Nachrichtenmaterial aus Portland, teils aus Amateuraufnahmen sowie Promo-Material der Sannyasin-Bewegung bestand. Nach der Durchsicht des Filmmaterials erfolgte die Planung und Durchführung der Interviews. Zu der – heute in der Schweiz lebenden – Ex-Kommuneverantwortlichen Ma Anand Sheela erfolgte zuerst eine Kontaktreise zwecks Kennenlernen. Die eigentlichen Interviews fanden ein Jahr später statt in einem Zeitraum von fünf Tagen.
Den organisatorischen Rahmen lieferte die in Los Angeles ansässige und von den beiden Brüdern Mark Duplass und Jay Duplass betriebene Produktionsfirma Duplass Brothers Productions. Für den Soundtrack wurden vorwiegend ruhigere Titel im Folk-, Indierock- sowie Singer-Songwriter-Stil ausgewählt. Mit im Soundtrack enthalten sind unter anderen Stücke der Interpreten Bill Callahan, Bill Fay und Damien Jurado sowie der kanadischen Formation Timber Timbre. Die Premiere der Doku-Serie fand im Rahmen des Sundance Film Festivals Anfang 2018 statt. Die Ausstrahlung übernahm der Streamingdienst Netflix, wobei die sechs Folgen der Serie – wie bei Netflix gängige Praxis – im Stück eingestellt wurden und seit dem 16. März 2018 dort zur Verfügung stehen.

## Medienresonanz und Kritik
Das Metakritik-Portal Rotten Tomatoes ermittelte eine durchweg positive Resonanz und vergab, basierend auf 40 Kritiken, einen Score von 7,8 von 10; die durchschnittliche User-Bewertung lag bei 4,4 von 5 möglichen Sternen. In der Breite ging die positive Gesamtwertung oft einher mit kritischen Hinweisen zu einzelnen Aspekten der Thematik – etwa dem, dass auch eine relativ ins Detail gehende Dokuserie wie Wild Wild Country lediglich einen Ausschnitt der Thematik zeigen könne. Rezensent Nick Schlager vom Online-Newsportal The Daily Beast charakterisierte den behandelten Stoff als eine irrsinnige Episode der jüngeren amerikanischen Geschichte, eine geradezu paradigmische Geschichte „über Religion, Waffen, Milizen, Kulte, Abhören, Betrug, Mord sowie individuelle und kommunale Souveränität“. Als Manko kreidete Schlager den Machern an, dass die Serie den beteiligten Kommune-Protagonisten zu viel Raum gebe, unwidersprochen ihre Version der Geschichte darzulegen. Die Seite Film Inquiry fand den Konflikt zwischen Kommune und konservativem Umfeld spannend in Szene gesetzt. Kern der Serie sei die Darstellung des Konflikts zweier Lebensformen, welcher im Verlauf der Auseinandersetzung eskaliert sei. Gut porträtiert sei speziell die Ambivalenz der Kommune-Verantwortlichen Ma Anand Sheela.
Der britische Guardian klassifizierte die Art und Weise der Darstellung als ausgewogen. Gegeben sei dies insbesondere durch die Tatsache, dass Wild Wild Country ständig die Lager und somit die Blickwarte wechsele. Matthias Dell hob in seiner Kritik bei Deutschlandfunk Kultur die „Wucht und den Willen zum Effekt“ hervor. Dell: „Es steckt viel drin von dem, was wir heute haben: Die Kulturkämpfe, diese Form von Rassismus – Wir wollen diese Leute nicht hier! –, auch dieses Spiel von Politik, das über die Medien ausgetragen wird. Und nicht zuletzt auch solche Fragen wie Gender – weil eben diese Frau, Sheela, eine unglaublich interessante Person ist, die sich da mit lauter amerikanischen Männern herumschlägt.“ Dells Fazit: Als historisches Dokument sei Wild Wild Country auf jeden Fall „eine sehr interessante Serie über das Amerika, das wir heute kennen“.
Kolja Haaf konstatierte in der Süddeutschen Zeitung ebenfalls, dass die Serie einen zeitlosen Konflikt darstelle – eine Geschichte, die eigentlich in die Schulbücher gehöre. Einerseits zeige die Serie klar auf, wie die Kommune zunehmend in kriminelle Machenschaften abrutsche. Andererseits richte sie ihren kritischen Blick auch auf die Landbewohner, welche die Sannyasin-Kommune nicht wollen und gegen sie auf die Barrikaden gehen. Haaf: „Wild Wild Country stellt die beiden Sichtweisen geschickt gegenüber und legt offen, dass es hier nicht nur um einen Konflikt zweier Weltbilder geht. Sondern auch um ein bestimmtes Schema menschlichen Gruppenverhaltens, das in vielen aktuellen Debatten und Auseinandersetzungen steckt: Die Jungen und Innovativen tun sich zusammen und wollen vorwärts, während der Rest sich überrumpelt fühlt und Angst bekommt, in die Bedeutungslosigkeit abzurutschen. Was man von außen sieht, mögen konkurrierende progressive und konservative Positionen sein. Aber es geht eben auch fast immer darum, wie soziale Ressourcen und Anerkennung innerhalb einer Gesellschaft verteilt werden.“
Zustimmende Resonanzen erhielt Wild Wild Country schließlich auch von den Porträtierten selbst. Aussagen der beiden Regisseure zufolge sah die Ex-Kommuneverantwortliche Sheela Birnstiel den Hass und die Vorurteile gut dokumentiert, denen sie seinerzeitig ausgesetzt gewesen sei. Einwohner von Antelope hingegen lobten den Film, weil er die Gefahr von Kulten zeige sowie den Druck, unter dem sie gestanden hätten, als die Übernahme ihrer Stadt drohte. Die Regisseure wiederum skizzierten die Arbeit an der Dokumentation auch als lehrreich für sie selbst. Sheela Birnstiel etwa empfanden sie trotz ihrer Befangenheit aufgrund der zuvor stattgefundenen Recherchen als charmant und lustig. Interessant in ihren Augen sei auch die Positionierung der Interviewpartner im Nachhinein. Während der ehemalige Kommuneanwalt Toelkes in seinem Herzen nach wie vor Sannyasin sei, sehe die Australierin Stork ihre Zeit in der Kommune rückblickend sehr kritisch. Sheela nehme zwischen diesen beiden Positionen eine mittlere ein. Die Bewegung als solche charakterisierten die beiden Regisseure schließlich als eine von Erwachsenen, die sich dieser freiwillig und in vollem Bewusstsein angeschlossen hätten. Ihr Eindruck – so die Filmemacher in einem im März 2018 publizierten Interview auf dem Gesellschaftsnachrichten-Portal Vulture: Man gehe fehl in der Annahme, wenn man den Zulauf zu der Bewegung auf Formen der Gehirnwäsche zurückführe.